# Fürstentum Lübeck

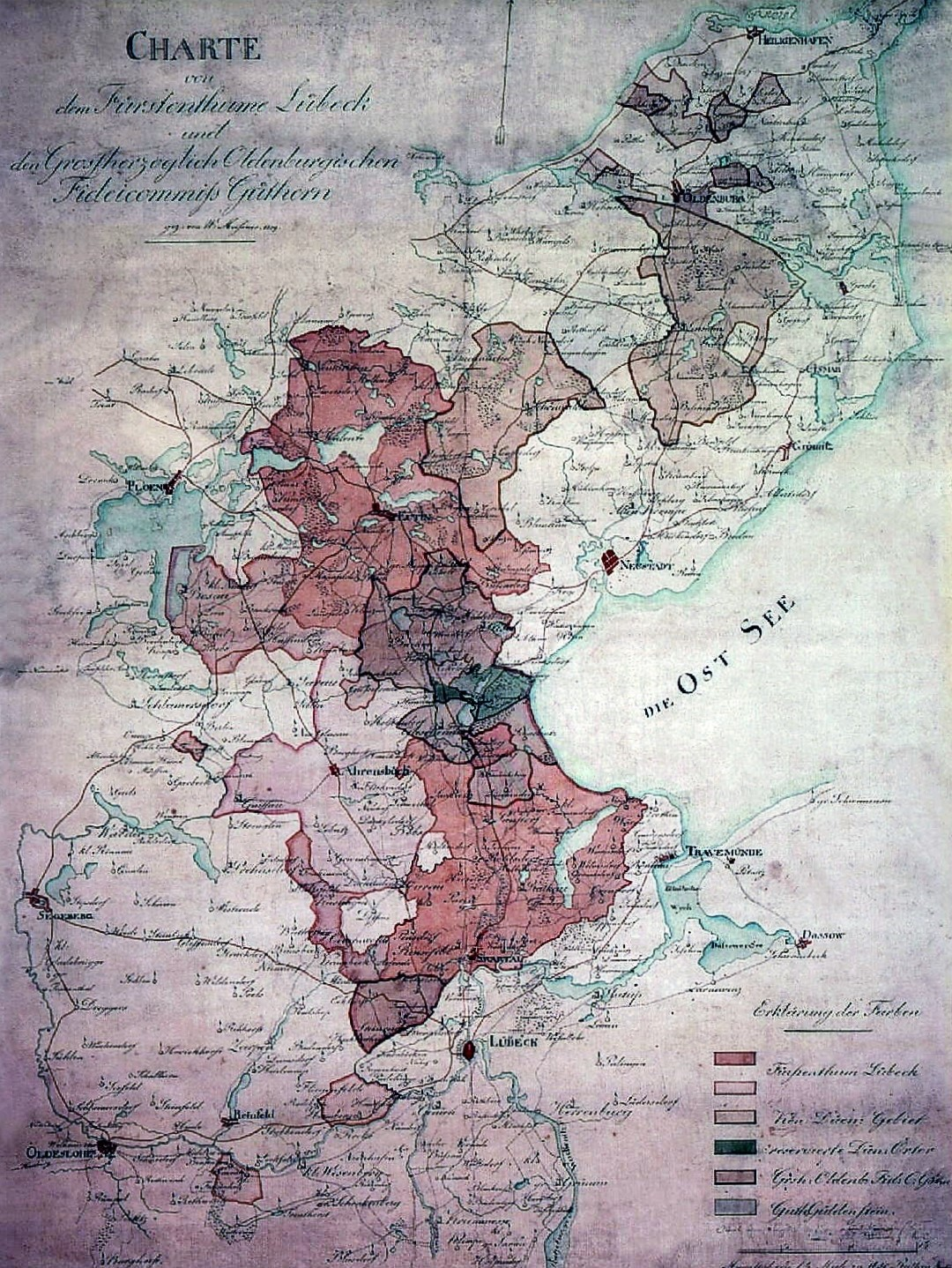
Karte des Fürstentums Lübeck, 1819

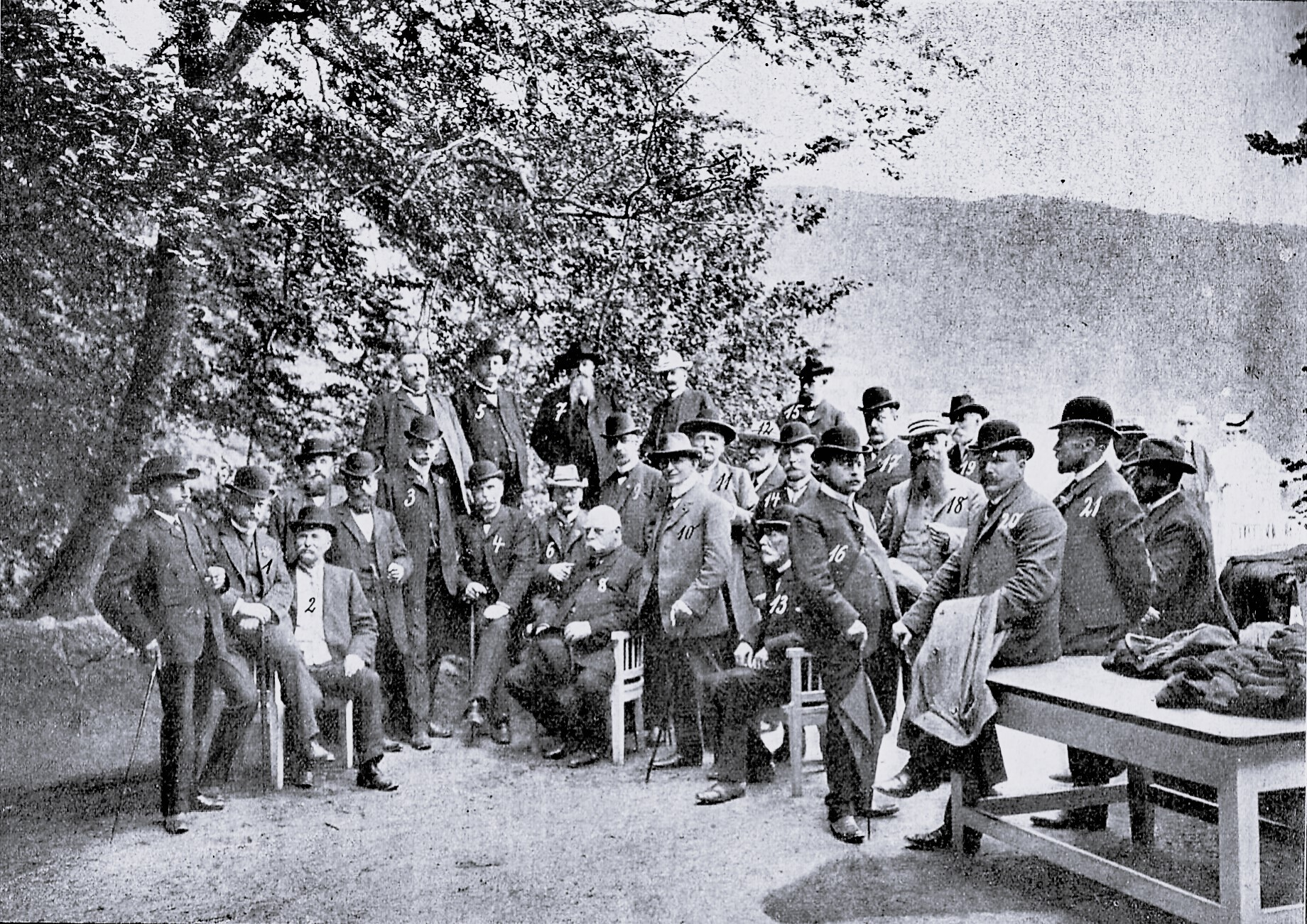
Landtagsfahrt ins Fürstentum Lübeck (1907)

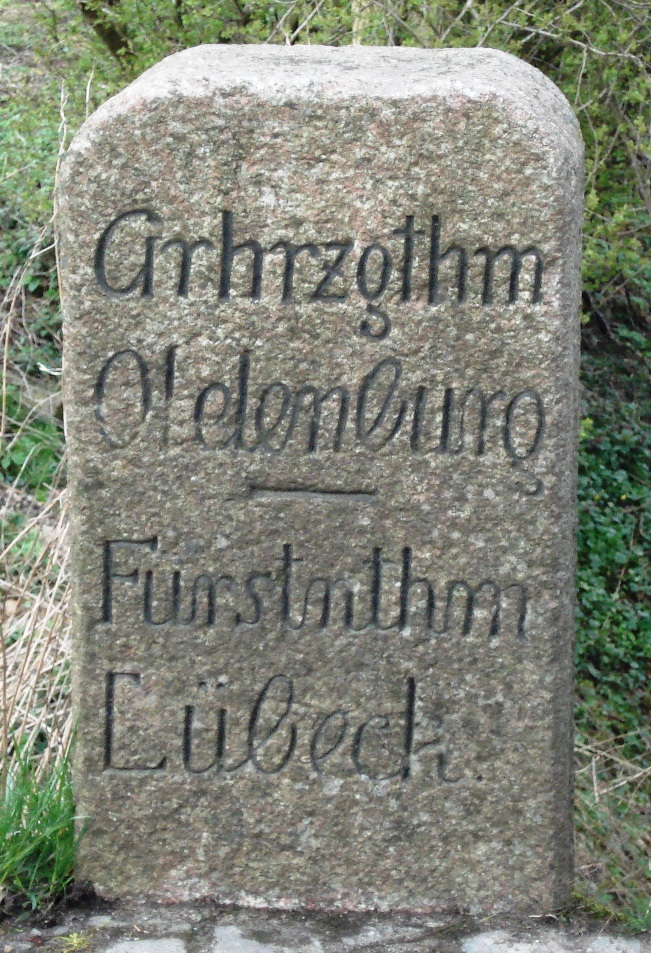
Alter Grenzstein des Fürstentums Lübeck bei Hassendorf (Ostholstein)

Wappen des Fürstentums Lübeck bis 1918

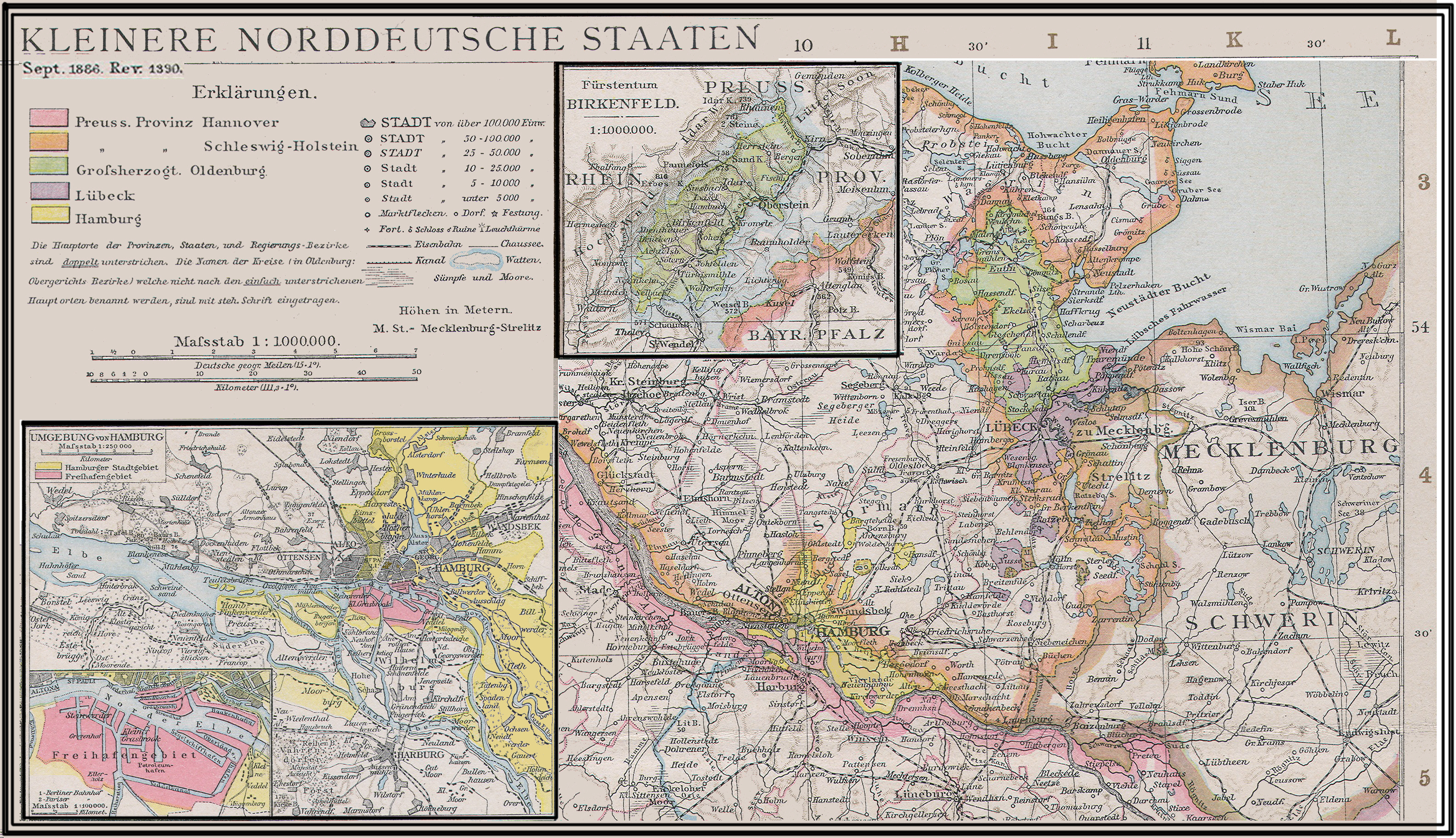
Kleinere norddeutsche Staaten (1890)

Das Fürstentum Lübeck war  ein historisches Territorium im Heiligen Römischen Reich, dem Deutschen Bund und dem Deutschen Reich. Es lag nördlich der  Freien und Hansestadt Lübeck, die aber nie Teil des Fürstentums war.
Von 1803/1815 bis 1918 war das Fürstentum Landesteil des Herzogtums bzw. Großherzogtums Oldenburg und als Landesteil Lübeck von 1918 bis 1934/1937  des Freistaats/Landes Oldenburg. Sowohl im 19. wie im 20. Jahrhundert waren auch die Bezeichnungen Fürstentum Eutin und Landesteil Eutin gebräuchlich.

## Geschichte
Das Fürstentum Lübeck entstand 1803 mit der bei dem Reichsdeputationshauptschluss beschlossenen Säkularisation des Hochstiftes Lübeck und gehörte in Personalunion zum Herrschaftsbereich der Herzöge/Großherzöge von Oldenburg, da bereits seit dem Vertrag von Zarskoje Selo 1773 die Fürstbischöfe von Lübeck auch das Herzogtum Oldenburg regierten. Ermöglicht hatte dies der Herzog von Holstein-Gottorf Paul I. Er übertrug auf Drängen seiner Mutter Katharina II. seinem Großonkel Friedrich August, dem damaligen Fürstbischof von Lübeck, das Herzogtum Oldenburg, um selbst russischer Großfürst werden zu können. Mittelpunkt der Herrschaft war die Residenzstadt Eutin mit dem Eutiner Schloss.
1803 hatte das 9,5 Quadratmeilen große Territorium 22.000 Einwohner. Von 1811 bis 1814 gehörte der südliche Teil zum Kaiserreich Frankreich und war eine Exklave des Départements des Bouches de l’Elbe. Der nördliche Teil blieb unbesetzt. Nach der Niederlage Napoleons wurde das Fürstentum erneut dem Herrschaftsbereich der Herzöge (ab 1814 Großherzöge) von Oldenburg zugeteilt. Die Regierungsgewalt übte ein vom Großherzog von Oldenburg eingesetzter Regierungspräsident aus. 
Der Plöner Vertrag von 1842 konsolidierte durch gegenseitigen Gebietsaustausch zwischen dem Herzogtum Holstein und dem Fürstentum Lübeck, das zuvor aus 400 Quadratkilometern Fläche in zehn zersplitterten Teilen bestand, das Fürstentum in zwei geschlossene Gebiete um Eutin und Schwartau. Nach dem Deutsch-Dänischen Krieg und dem Deutschen Krieg wurden Ansprüche des Hauses Oldenburg-Gottorp durch den in Berlin verhandelten Vertrag vom 27. September 1866 das holsteinische Amt Ahrensbök (ohne dessen Exklave Travenhorst) und einige andere bis dahin holsteinische Besitzungen sowie eine Entschädigung von 1 Million Reichstalern von Preußen abgefunden. Die näheren Einzelheiten regelte der Kieler Vertrag (1867) vom Februar 1867. Erst am 19. Juni 1867 konnten der Großherzog von Oldenburg die abgetretenen Orte tatsächlich in Besitz nehmen. Die neuerworbenen Gebietsteile wurden erst durch Gesetz vom 25. März 1870 mit dem Fürstentum Lübeck auch förmlich vereinigt.
Nach dem Ende der Monarchie 1918 wurde die Exklave zum Landesteil Lübeck des Freistaats Oldenburg. Hauptstadt blieb Eutin; die Stadt Lübeck selbst, die zuvor niemals Teil des Fürstentums gewesen war, blieb als Freie und Hansestadt ein eigenständiger Gliedstaat des Deutschen Reiches. 
NSDAP-Kreisleiter des Landesteils Lübeck war ab November 1930 und ab 1937 der später stellvertretende Bezirksleiter in Ostholstein Wolfgang Saalfeldt, der von Beruf Chirurg war und in Eutin wohnte.
Mit dem Groß-Hamburg-Gesetz wurde der Landesteil Lübeck 1937 als Kreis Eutin vom Freistaat Oldenburg in die preußische Provinz Schleswig-Holstein umgegliedert, in den auch die drei nordwestlichen Exklaven der Stadt Lübeck (Dissau-Curau, Malkendorf und Krumbeck) einbezogen wurden. Das Gebiet ist heute Teil des Kreises Ostholstein.
Bis 1977 hatte der einstige Landesteil Lübeck mit der Evangelisch-Lutherischen Landeskirche Eutin eine eigene evangelische Landeskirche, die dann in der fusionierten Nordelbischen Evangelisch-Lutherischen Kirche aufging.

## Gliederung
Das Fürstentum Lübeck gliederte sich
- Bis 1843 in
  - einen nördlichen Teil, bestehend aus:
    - Stadt Eutin
    - Amt Kollegiatstift (in Eutin ansässig)
    - Amt Eutin
    - sowie dem Allodialgut Benz mit der heutigen Bezeichnung: Gut Benzerhof

  - einen südlichen Teil, bestehend aus:
    - Amt Kaltenhof (in Schwartau ansässig)
    - Amt Großvogtei (in Schwartau ansässig)

- Ab 1843 (nach Zusammenlegung der Ämter Kaltenhof und Großvogtei und Durchführung des im Plöner Vertrag von 1842 vereinbarten Gebietsaustausches mit Holstein) (unter anderem Abtretung des Amt Kollegiatstift) in
  - Stadt Eutin
  - Amt Eutin
  - Amt Schwartau

- Am 19. Juni 1867 ging das Amt Ahrensbök (ohne Travenhorst) infolge des am 23. Februar 1867 geschlossenen Kieler Vertrags an das Fürstentum Lübeck – damit bestand das Fürstentum Lübeck aus
  - Stadt Eutin
  - Amt Eutin
  - Amt Schwartau
  - Amt Ahrensbök

- 1879 wurden die Ämter zugunsten der Regierung in Eutin aufgelöst – wobei die gerichtliche Zuständigkeit aufgrund der Reichsjustizgesetze an die Amtsgerichte überging. Damit bestand das Fürstentum Lübeck aus
  - Flecken Ahrensbök
  - Landgemeinde Ahrensbök
  - Gemeinde Bosau
  - Gemeinde Curau
  - Stadt Eutin
  - Landgemeinde Eutin
  - Gemeinde Gleschendorf
  - Gemeinde Gnissau
  - Gemeinde Malente
  - Gemeinde Neukirchen
  - Gemeinde Obernwohlde
  - Gemeinde Ost-Ratekau
  - Gemeinde Redingsdorf
  - Landgemeinde Rensefeld
  - Flecken Schwartau (ab 1912 „Stadt“)
  - Gemeinde Siblin
  - Gemeinde Süsel
  - Gemeinde Stockelsdorf
  - Gemeinde West-Ratekau

- Seit 1934 gliederte sich der „Landesteil Lübeck“ in die neun Gemeinden
  - Gemeinde Ahrensbök
  - Gemeinde Bosau
  - Stadt Eutin
  - Gemeinde Gleschendorf
  - Gemeinde Malente
  - Stadt Bad Schwartau
  - Gemeinde Süsel
  - Gemeinde Stockelsdorf
  - Gemeinde Ratekau

(Zuvor waren aufgrund des oldenburgischen Vereinfachungsgesetzes für den Landesteil Lübeck
- Teile der Landgemeinde Rensefeld nach Bad Schwartau eingemeindet worden.
- die Gemeinden West-Ratekau und Ost-Ratekau zur Gemeinde Ratekau zusammengeschlossen worden
- die Gemeinden Malente und Neukirchen zur Gemeinde Malente zusammengelegt worden
- die Gemeinde Gnissau, die Stadt Ahrensbök, die Landgemeinde Ahrensbök mit Teilen der Gemeinden Siblin und Curau und Obernwohlde zur Gemeinde Ahrensbök zusammengelegt worden
- die Gemeinde Redingsdorf mit Teilen der Gemeinde Siblin in die Gemeinde Süsel eingemeindet worden
- Teile der Gemeinden Obernwohlde, Curau und Rensefeld in die Gemeinde Stockelsdorf eingemeindet worden
- die Landgemeinde Eutin in die Stadt Eutin eingemeindet worden)

## Regierungspräsidenten
- 1809–1812 Hans Detlef von Hammerstein
- 1812–1825 Hans Albrecht von Maltzan

(Vakanz)
- 1829–1848 Wilhelm von Grote

(Vakanz)
- 1853–1857 Carl Zedelius
- 1857–1871 Anton Barnstedt
- 1871 Johann Ernst Greverus
- 1871–1885 Carl Franz Nikolaus Bucholtz
- 1885–1891 Werner August Friedrich Lentz
- 1891–1896 Adolf Mutzenbecher
- 1896–1908 Alexander Christian von Buttel
- 1908–1919 Peter Friedrich Nicolaus Meyer
- 1919–1927 Johannes Eduard Folckard Willms
- 1927–1930 Friedrich Cassebohm
- 1930–1932 Ernst Zeidler (kommissarisch)
- 1932–1937 Heinrich Böhmcker

## Rechtspflege
Mit dem Inkrafttreten der Reichsjustizgesetze war den Amtsgerichten des Fürstentums Lübeck in Ahrensbök, Eutin, Oldenburg (Holstein) und Schwartau staatsvertraglich  bis zum Groß-Hamburg-Gesetz 1937 das Landgericht Lübeck und das Hanseatische Oberlandesgericht (in Hamburg) übergeordnet. Ab 1937 wurde das  Oberlandesgericht Kiel der preußischen Provinz Schleswig-Holstein als Obergericht zuständig.